# Communauté rurale de Kartiack
La communauté rurale de Kartiack est une communauté rurale du Sénégal, de l'arrondissement de Tendouck située dans le département de Bignona, une subdivision de la région de Ziguinchor dans la région historique de Casamance dans le sud du pays.
La communauté rurale est à l'est de l'arrondissement de Tendouck.

## Géographie
Les 4 villages de la Communauté rurale sont :
- Bassire
- Dianki
- Kartiack
- Thiobon

## Personnalités liées à la communauté rurale
- Cissé Mané, homme politique
- Almamy Babji, premier chef du village de Kartiack
- Arfang Bassire Sonko, chef de canton
- El Hadji Lansana Badji, homme politique